# Йохан IV (Насау-Саарбрюкен)
Йохан IV фон Насау-Саарбрюкен (на немски: Johann IV von Nassau-Saarbrücken; * 5 април 1511, Саарбрюкен; † 23 ноември 1574, Саарбрюкен) е офицер на императорска служба и от 1554 г. управляващ граф на Насау-Саарбрюкен.

## Биография
Той е вторият син на граф Йохан Лудвиг фон Насау-Саарбрюкен (1472 – 1545) и втората му съпруга графиня Катарина фон Моерс-Сарверден (1491 – 1547), дъщеря на граф Йохан III (II) фон Мьорс-Сарверден († 1507) и графиня Анна фон Берг'с Херенберг († 1553).
През 1544 г. баща му разделя собствеността си между синовете си Филип II (1509 – 1554), Йохан IV и Адолф (1526 – 1559). След смъртта на най-големия му бездетен брат Филип собствеността му получават братята Йохан IV и Адолф, който умира през 1559 също бездетен.
Йохан IV умира без наследник на 23 ноември 1574 г. в Саарбрюкен на 63 години и е погребан в „Св. Арнуал“. Насау-Саарбрюкен попада към Насау-Вайлбург на граф Филип IV фон Насау-Вайлбург.

## Фамилия
Първи брак: с Аделхайд фон Кроненкнехт († пр. 1563), с която има двама сина:
- Ханс Фридрих († сл. 1571)
- Ханс Лудвиг († сл. 1571)

Втори брак: на 17 юли 1537 г. с Елизабет Зелц. Двамата имат един син:
- Филип

Трети брак: с жена с неизвестно име. От нея има един син:
- Филип, който се жени и има дъщери († сл. 1638)